# Archaeosynthemis orientalis
Archaeosynthemis orientalis – gatunek ważki z rodziny Synthemistidae.